# کالمان‌هازا
کالمان‌هازا (به مجاری:  Kálmánháza) یک منطقهٔ مسکونی در مجارستان است که در سابولچ-ساتمار-برگ واقع شده‌است. کالمان‌هازا ۳۷٫۲۴ کیلومتر مربع مساحت و ۱٬۸۴۰ نفر جمعیت دارد.